# Beauveria bassiana
Beauveria bassiana (Anamorfe fase) en Cordyceps bassiana (Teleomorfe fase) is een schimmel die in de bodem voorkomt over de gehele wereld. Het is een entomopathogeen voor verschillende insecten en geleedpotigen; de schimmel ontwikkelt zich in het lichaam en veroorzaakt de dood van het insect of de geleedpotige. Omdat de schimmel niet schadelijk is voor mens of milieu, is het mogelijk om die te gebruiken in de biologische bestrijding van schadelijke insecten.

## Biologisch bestrijdingsmiddel
Voor de bestrijding wordt een preparaat met de schimmel in spore-vorm op de gewassen verspoten. Wanneer een larve of een volwassen insect ermee in contact komt, dringen de kiembuizen door in het insect, waar de schimmel zich verder ontwikkelt. Hiervoor onttrekt de schimmel vocht aan het insect. Het geïnfecteerde insect sterft na een vijftal dagen. De schimmel vormt een witte conidiënlaag op het dode dier.
In de Europese Unie is B. bassiana toegelaten als insecticide. De toelating ving aan op 1 mei 2009, voor tien jaar. De toelating betreft de stam GHA, die werkzaam is tegen tripsen, wittevliegen en wantsen.
B. bassiana is ook onderzocht in het LUBILOSA-project voor de biologische bestrijding van sprinkhanen en voor de bestrijding van steekmuggen, waaronder de malariamug Anopheles stephensi.

## Naamgeving
B. bassiana is genoemd naar de Italiaanse bioloog Agostino Bassi (1773-1856). Die ontdekte in 1835 dat muscardine, een ziekte bij zijderupsen, die met een witte gipsachtige laag overdekt werden, veroorzaakt werd door een schimmel die zich in de dieren ontwikkelde. De schimmel werd aanvankelijk Botrytis paradoxa genoemd maar later, als eerbetoon aan Bassi, Botrytis bassiana (en weer later hernoemd tot Beauveria bassiana).

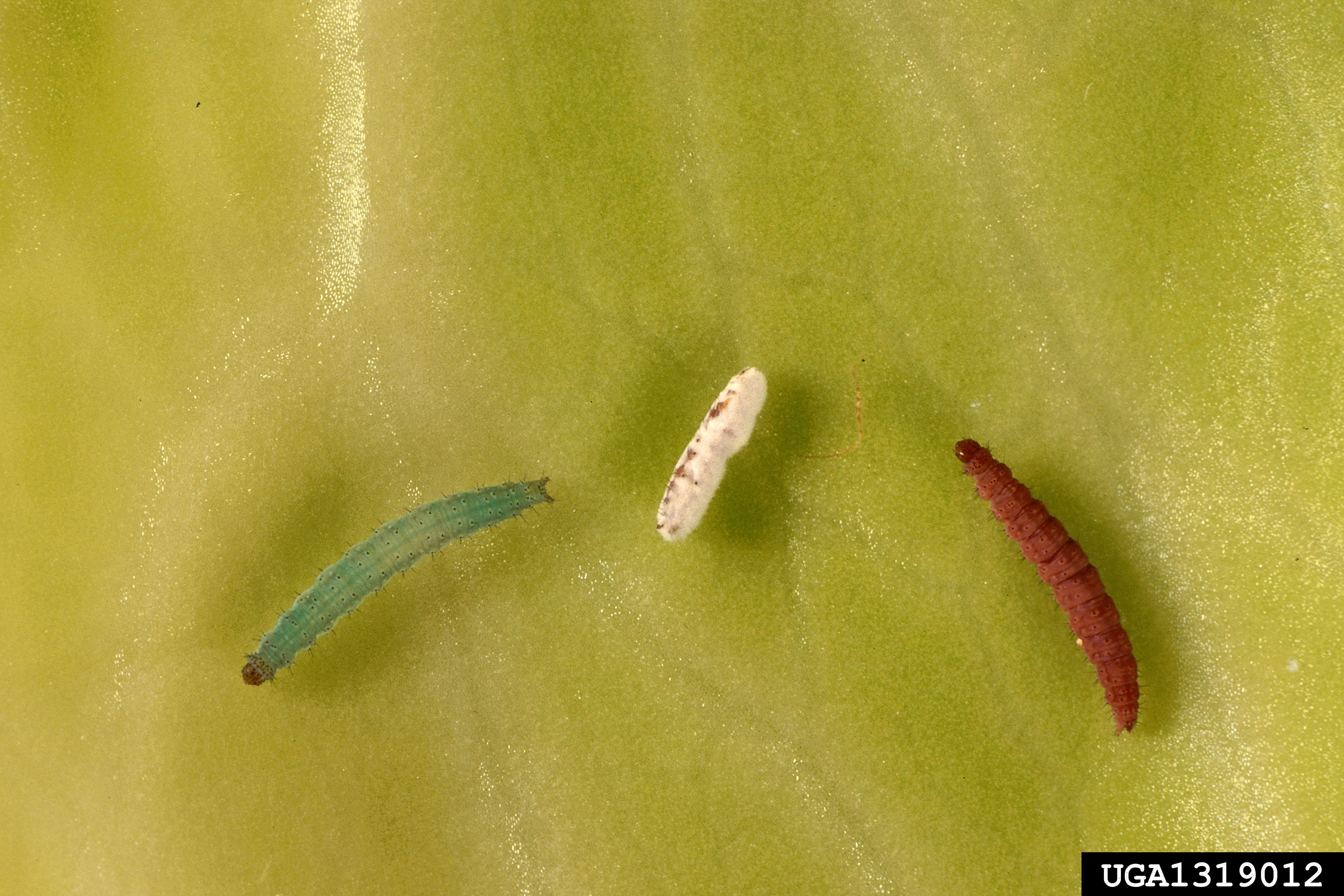
Plutella xylostella: links gezonde rups, midden schimmelsporen vanuit de rups, rechts kortgeleden gedood door Beauveria bassiana-sporen
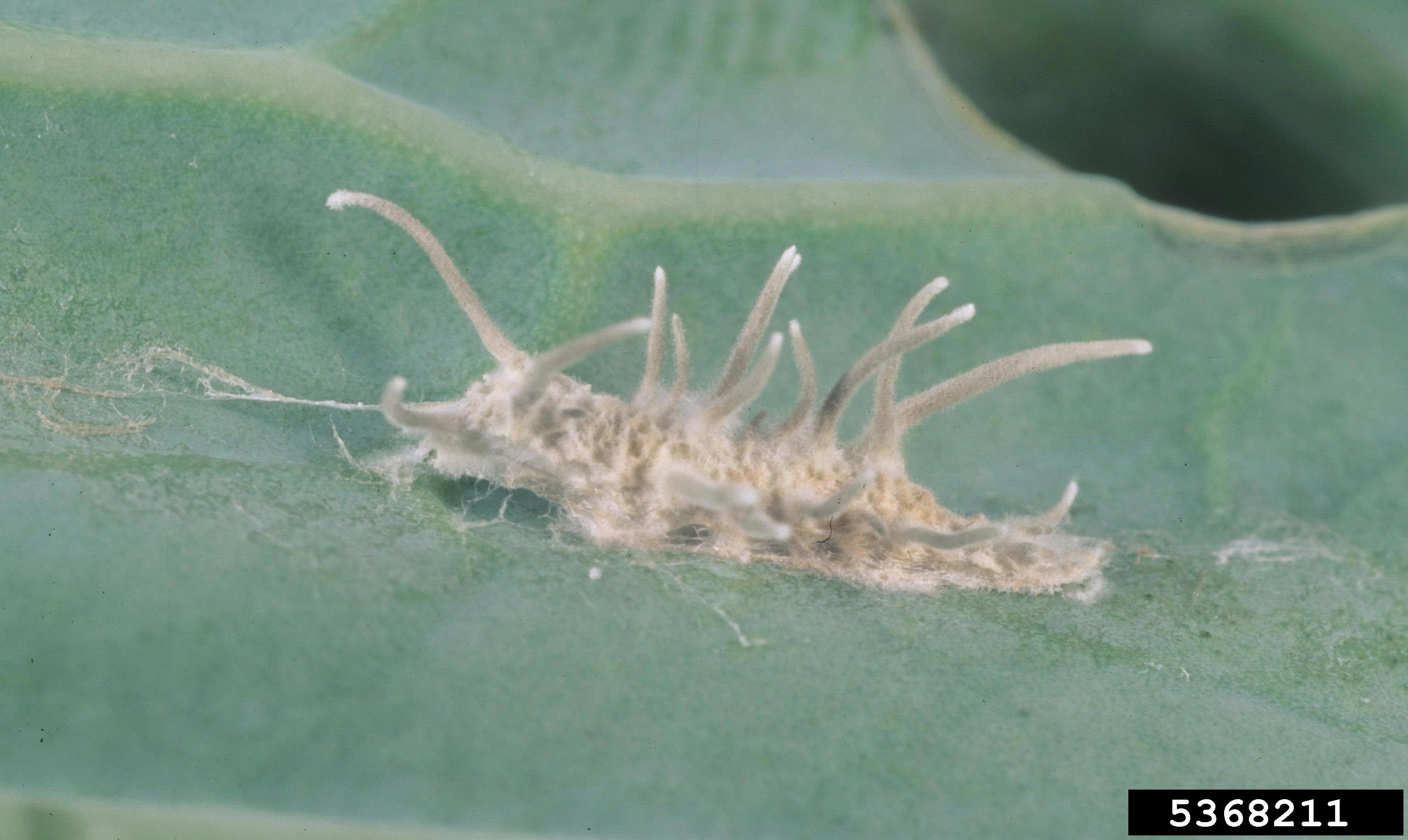
Plutella xylostella rups geïnfecteerd door Beauveria bassiana